# Scaunul Sebeșului

Scaunul Sebeşului în secolul al XV-lea

Scaunul Sebeșului (germană Stuhl Mühlbach, maghiară Szászsebesszék) a fost o unitate administrativă a sașilor transilvăneni atestată documentar pentru prima oară în anul 1308, având din acest an sediul de reședință în localitatea Sebeș. Sebeșul este menționat încă din data de 22 februarie 1245 sub denumirea de Mühlbach, purtând ulterior denumirile de Szászsebes, Sebeșul Săsesc, Sebeș, Sebeș-Alba. Importanța localității cunoaște o creștere exponențială începand din anul 1308 ceea ce duce la acordarea statutului de oraș (Civitas Sebus) înainte de anul 1341, urmând ca din 1387 să primească din partea lui Sigismund de Luxemburg acordul de a se înconjura cu fortificații.

## Domenii aparținătoare
Scaunul Sebeșului avea urmatoarele localități în componență:
- Câlnic, în germană Kelling, în maghiară Kelnek.
- Deal, în germană Dallen, în maghiară Dál.
- Lancrăm, în germană Langendorf, în maghiară Lámkerék.
- Loman, în germană Lammdorf/Lamendorf, în maghiară Lomány
- Petrești/Petrifalău, în germană Petersdorf, în maghiară Péterfalva.
- Pianu de Jos/Pianu Săsesc, în germană Deutsch-Pien, în maghiară Alsopian/Szászpián.
- Pianu de Sus/Pianu Românesc, în germană Rumänisch-Pien, în maghiară Felsőpián.
- Purcăreți, în maghiară Sebespurkerec.
- Răchita, în germană Rekitzdorf, în maghiară Rekita.
- Răhău, în germană Reichau, în maghiară Reho.
- Sebeș/Sebeșu Săsesc, în germană Mühlbach/Müllenbach, în maghiară Szászsebes.
- Strungari, în germană Strägendorf, în maghiară Sztrugár.